# 絵笛駅
絵笛駅（えふええき）は、北海道（日高振興局）浦河郡浦河町字絵笛（えぶえ）に存在していた、北海道旅客鉄道（JR北海道）日高本線の駅（廃駅）である。電報略号はフエ。事務管理コードは▲132222。

## 歴史

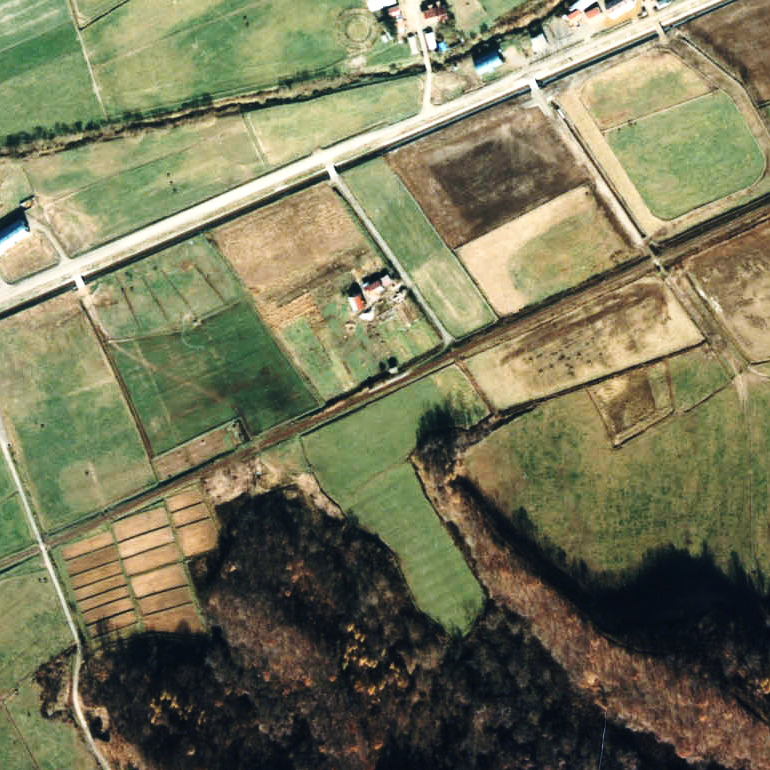
1978年の絵笛駅と周囲約500m範囲。右が様似方面。

- 1958年（昭和33年）7月15日：国鉄日高本線の駅として開業[1]。旅客のみ取扱い[1]の駅員無配置駅[3]。
- 1987年（昭和62年）4月1日：国鉄分割民営化によりJR北海道に継承[1]。
- 2015年（平成27年）
  - 1月8日：厚賀駅 - 大狩部駅間の高波被害により列車の運行を休止[JR北 2]。
  - 1月27日：静内駅 - 様似駅間で列車の運行を再開[JR北 3]。
  - 2月28日：厚賀駅 - 大狩部駅間の土砂流出により再び列車の運行を休止[JR北 4]。
  - 4月29日：代行バスの乗降場所を移設[JR北 5]。
- 2016年（平成28年）3月26日：代行バスの乗降場所を駅前から国道235号上に移設[JR北 6]。
- 2021年（令和3年）4月1日：鵡川駅 - 様似駅間の廃止に伴い、廃駅となる[JR北 1][運輸局 1]。

### 駅名の由来
当駅の所在する地名より。地名は、アイヌ語の「エ・プイ」（小山）に由来する。盛り上がった小山を意味する。地名の読みは「えぶえ」だが、駅名は「えふえ」である。

## 駅構造
単式ホーム1面1線を有した地上駅だった。ホームは線路の北側（様似方面に向かって左手側）に存在した。転轍機を持たない棒線駅となっていた。
静内駅が管理していた開業時からの無人駅で駅舎は無いが、ホームから少し離れた場所に待合所を有していた。コンクリートブロック造りの建物であった。ホームには転落防止用の柵として工事現場用単管足場が利用されていた。

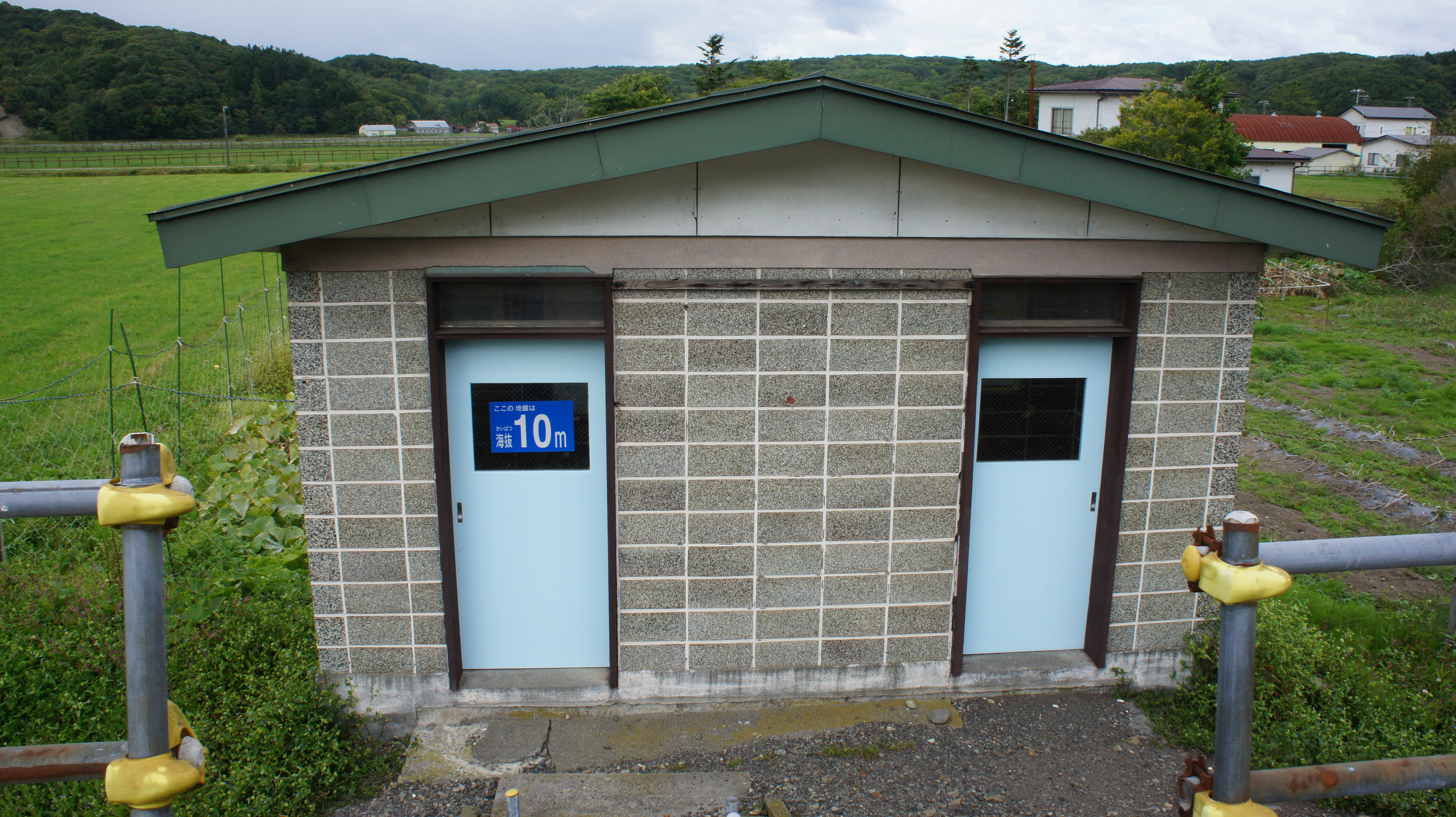
待合所（2017年9月）
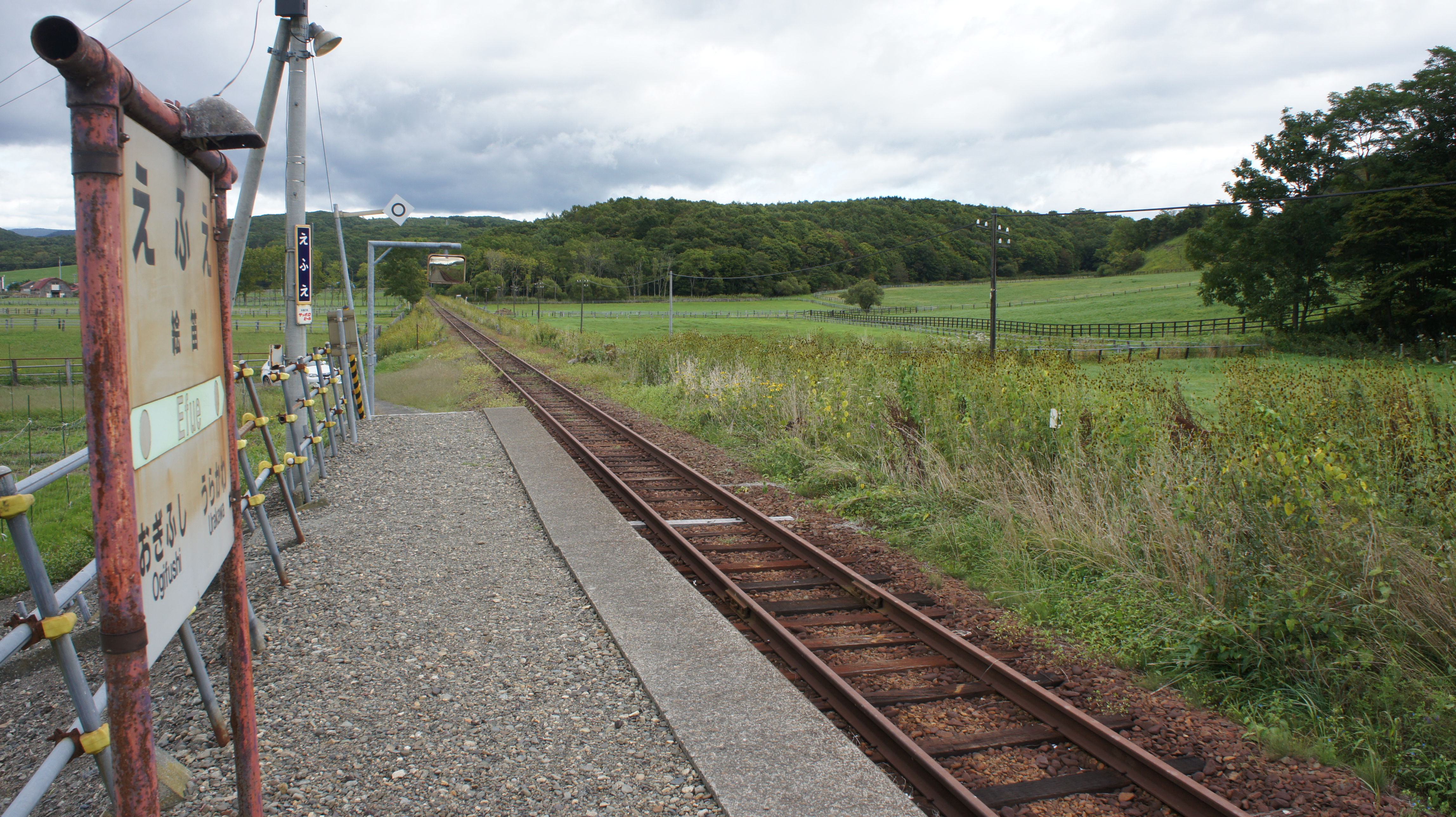
ホーム（2017年9月）
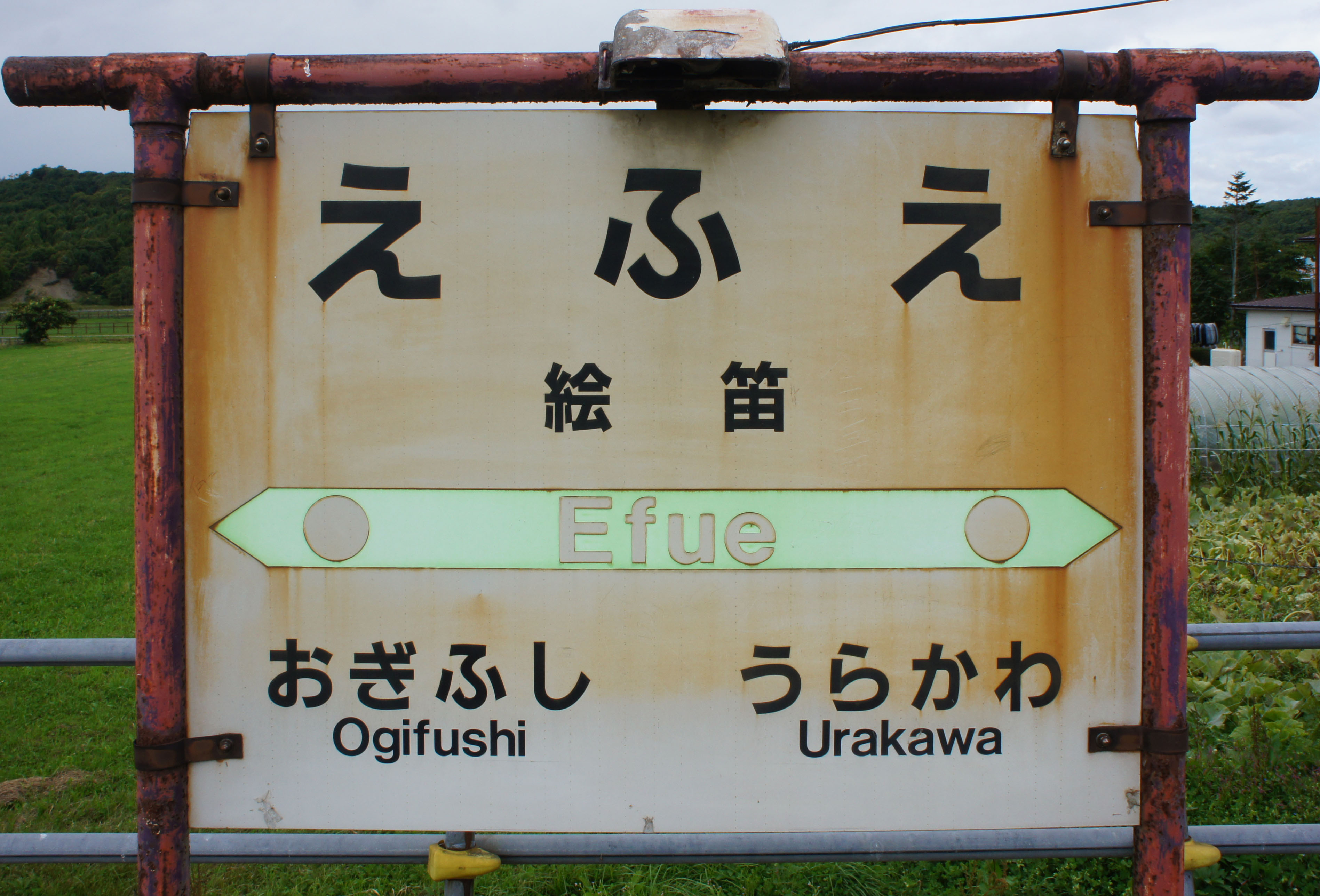
駅名標（2017年9月）

## 利用状況
乗車人員の推移は以下のとおり。年間の値のみ判明している年については、当該年度の日数で除した値を括弧書きで1日平均欄に示す。乗降人員のみが判明している場合は、1/2した値を括弧書きで記した。また、「JR調査」については、当該の年度を最終年とする過去の各調査日における平均である。当駅についてはバス代行期間が存在するため、一部でバスと列車が別集計となっているほか、各年で集計期間が異なる。備考も参照。
| 年度               | 乗車人員 | 乗車人員 | 乗車人員 | 乗車人員 | 出典        | 備考                                                   |
| 年度               | 年間     | 1日平均  | JR調査   | JR調査   | 出典        | 備考                                                   |
| 年度               | 年間     | 1日平均  | 列車     | 代行バス | 出典        | 備考                                                   |
| ------------------ | -------- | -------- | -------- | -------- | ----------- | ------------------------------------------------------ |
| 1981年（昭和56年） |          | (3.0)    |          |          | [ 5 ]       | 1日乗降人員：6                                         |
| 1992年（平成04年） |          | (5.0)    |          |          | [ 4 ]       | 1日乗降人員：10                                        |
| 2014年（平成26年） |          |          | 1        |          | [ JR北 7 ]  | 当年の列車は単年の値。                                 |
| 2017年（平成29年） |          |          |          | 0        | [ JR北 8 ]  | 2015年度末から鵡川 - 様似間バス代行。当年は過去2年平均 |
| 2019年（令和元年） |          |          |          | 0.7      | [ JR北 9 ]  | 代行バスの値は過去3年平均                              |
| 2020年（令和02年） |          |          |          | 0.5      | [ JR北 10 ] | 代行バスの値は過去4年平均                              |

## 駅周辺
駅周辺はすべて牧場で、馬が放牧されており、当駅は牧場の中にある駅として知られていた。
- 井寒台森林公園[8]
- 絵笛川
- ポロイワ山

## 隣の駅
北海道旅客鉄道（JR北海道）
日高本線
荻伏駅 - 絵笛駅 - 浦河駅

#### JR北海道
1. 1 2  『日高線（鵡川・様似間）の廃止日繰上げの届出について』（PDF）（プレスリリース）北海道旅客鉄道、2021年1月5日。オリジナルの2021年1月5日時点におけるアーカイブ。2021年1月5日閲覧。
2. ↑  『日高線 厚賀〜大狩部間 67k506m 付近における盛土流出について』（PDF）（プレスリリース）北海道旅客鉄道、2015年1月13日。オリジナルの2015年1月15日時点におけるアーカイブ。2020年10月30日閲覧。
3. ↑  『日高線 静内〜様似間折り返し運転の実施について』（PDF）（プレスリリース）北海道旅客鉄道、2015年1月20日。オリジナルの2015年3月30日時点におけるアーカイブ。2020年10月30日閲覧。
4. ↑  『日高線 静内〜様似間におけるバス代行の実施について』（PDF）（プレスリリース）北海道旅客鉄道、2015年2月27日。オリジナルの2015年3月30日時点におけるアーカイブ。2020年10月30日閲覧。
5. ↑  『日高線運休に伴う列車代行バスの乗降場所変更について』（PDF）（プレスリリース）北海道旅客鉄道、2015年4月17日。オリジナルの2019年7月20日時点におけるアーカイブ。2019年7月20日閲覧。
6. ↑  『日高線列車代行バスの増便及び時刻見直しについて』（PDF）（プレスリリース）北海道旅客鉄道、2016年3月1日。オリジナルの2019年7月20日時点におけるアーカイブ。2019年7月20日閲覧。
7. ↑  “日高線（鵡川・様似間）” (PDF). 線区データ（当社単独では維持することが困難な線区）(地域交通を持続的に維持するために).   北海道旅客鉄道. p. 3 (2018年8月1日). 2018年8月17日時点のオリジナルよりアーカイブ。2018年8月17日閲覧。
8. ↑  「日高線（苫小牧・鵡川間）」（PDF）『線区データ（当社単独では維持することが困難な線区）(地域交通を持続的に維持するために)』、北海道旅客鉄道、3頁、2018年7月2日。オリジナルの2018年8月17日時点におけるアーカイブ。2018年8月17日閲覧。
9. ↑  “日高線（鵡川・様似間）” (PDF). 地域交通を持続的に維持するために > 輸送密度200人未満の線区（「赤色」「茶色」5線区）.   北海道旅客鉄道. p. 3 (2020年10月30日). 2020年11月2日時点のオリジナルよりアーカイブ。2020年11月4日閲覧。
10. ↑  “駅別乗車人員  特定日調査（平日）に基づく”.   北海道旅客鉄道. 2022年8月3日時点のオリジナルよりアーカイブ。2022年8月14日閲覧。

#### 北海道運輸局
1. 1 2  『鉄道事業の一部廃止の日を繰上げる届出について』（PDF）（プレスリリース）国土交通省北海道運輸局、2021年1月5日。オリジナルの2021年1月5日時点におけるアーカイブ。2021年1月5日閲覧。